# 3595 Gallagher
3595 Gallagher (1985 TF1) là một tiểu hành tinh vành đai chính được phát hiện ngày 15 tháng 10 năm 1985 bởi Bowell, E. ở Flagstaff (AM).